# یک هفته کنار دریا
یک هفته کنار دریا (ایتالیایی: La settimana al mare) یک فیلم کمدی سکسی سبک ایتالیایی به کارگردانی ماریانو لائورنتی است که در سال ۱۹۸۱ منتشر شد.

## گزیدهٔ بازیگران
- انتسو کاناواله
- بومبولو
- آنا ماریا ریتسولی
- آندرئا اوکیپینتی
- لوچو مونتانارو
- بریگیته پترونیو
- جیمی ایل فنومنو
- فرانچسکا رومانا کولوتسی
- پائولا سناتوره
- وینچنتسو کروچیتی